# Reserva Corazón de la Isla
La reserva Corazón de la Isla es un área natural protegida de Tierra del Fuego, Argentina, ubicada en la zona centro de la provincia, al norte del lago Fagnano, entre Tolhuin y el parque nacional Tierra del Fuego.
Fue creada por decreto provincial n.º 1499 en 1995 con la categoría de «manejo de reserva de usos múltiples». En 2000 se ampliaron los límites de la reserva y se incorporó la categoría de reserva recreativa natural y reserva provincial de uso múltiple. Forma parte del Sistema Provincial de Áreas Naturales Protegidas (S.P.A.N.P.) establecido por la ley provincial n.º 272 en 1996 que incluye seis áreas naturales protegidas para la conservación de ecosistemas de la provincia.

## Objetivos
La creación de la reserva fue promovida por el Instituto Fueguino de Turismo, interesado en establecer nuevos circuitos de atracción y fortalecer la integración de la región centro y norte de la isla a la oferta turística y recreativa natural, como así también desarrollar un turismo de naturaleza, entendido como modalidad de turismo responsable.

## Características
Tiene 100.000 ha de superficie. El clima es templado frío con temperaturas medias anuales de 4,5 °C y 450 mm de precipitaciones anuales. Algunos cursos de agua desaguan en el Océano Atlántico y otros en el Lago Fagnano, como el río Claro, el que constituye una cuenca binacional que incluye los lagos Yehuin y Chepelmut. Es una zona de bosque caducifolio con dos principales especies de árboles, el ñire y la lenga, y bosques de guindo sobre el faldeo de la margen norte del Lago Fagnano. También hay presencia de pastizales y turbales.

## Fauna
Durante la época estival se concentra gran cantidad de guanacos. También es hábitat del zorro colorado fueguino, y de una gran variedad de aves, como el cauquén común, el cauquén real, el águila mora, el cóndor, el cisne de cuello negro, la cotorra austral o cachaña, la bandurria austral y el carpintero patagónico.